# Nie mam nic, prócz ciebie (lady)
Nie mam nic, prócz ciebie (lady) – trzydziesty pierwszy singel zespołu Lady Pank, został wydany na płycie CD. Jest to czwarty singel promujący album Strach się bać. Muzyka została skomponowana przez Jana Borysewicza, a autorem tekstu jest Andrzej Mogielnicki. Do stacji radiowych trafił 28 kwietnia 2008 roku.

## Skład zespołu
- Jan Borysewicz – gitara solowa
- Janusz Panasewicz – śpiew
- Kuba Jabłoński – perkusja
- Krzysztof Kieliszkiewicz – bas

gościnnie:
- Michał Sitarski – gitary
- Wojtek Olszak – inst. klawiszowe
- Mariusz „Georgia” Pieczara – chórki